# Dreamcast
Dreamcast (яп. ドリームキャスト, Dorīmukyasuto) — п'ята й остання гральна консоль компанії SEGA і спадкоємець Sega Saturn. Як спроба відвоювати ринок під час шостого покоління ігрових систем, Dreamcast була розроблена для конкуренції з PlayStation і Nintendo 64. Приставка була випущена за п'ятнадцять місяців до виходу PlayStation 2 і за три роки до GameCube з Xbox. Проте їй не вдалося зібрати достатньо популярності до виходу PlayStation 2, і Sega вирішила закрити проєкт і піти з ринку ігрових приставок.

## Історія

### Створення
Коли настав час розробити спадкоємця Sega Saturn, новий президент Sega, Сеітіро Ірімадзірі найняв Тацуо Ямамото з IBM Austin для того, щоб той очолив секретний відділ для розробки консолі наступного покоління. Тим не менш, існуюча група з розробки, очолювана Хідекі Сато не захотіла втрачати контроль над апаратним департаментом, через що велася розробка двох різних дизайнів двома різними групами.
Японська група, очолювана Хідекі Сато, представила варіант з процесором Hitachi SH4 і графічним процесором PowerVR від VideoLogic. Кодова назва проєкту було «White Belt». Найперші втілені проєкти мали назву «Guppy», а пізніше — «Katana».
Група в США, очолювана Тацуо Ямамото представила варіант з процесором IBM/Motorola PowerPC 603e і графічним процесором 3dfx Voodoo 2, і який називався «Black Belt». Перший втілений прототип називався «Shark».
Японське залізо називалося «Dural», пізніше «Katana». «Black Belt» і «Shark» використовувалися командою Тацуо, що мала назву «Black Belt Team»; назву «Shark» було відповіддю на «Guppy».
Коли 3dfx справила первинну публічну пропозицію (IPO) у квітні 1997 року, вона відкрила кожну деталь свого контракту з SEGA, попри те, що Sega тримала розробку консолі в секреті.
Через дії 3dfx в липні 1997 року Sega оголосила про те що буде взято японський варіант, який був перейменований в Dreamcast. У вересні 3dfx подала до суду на SEGA і NEC за розрив контракту, однак, справу було потім залагоджено.

### Запуск
Dreamcast було випущено 27 листопада 1998 року в Японії, 9 вересня 1999 року в США (дата 9/9/99 активно використовувалася в рекламі) і 14 жовтня 1999 року в Європі. Слогани, використані в рекламі в США — «It's thinking», а в Європі — «Up to 6 Billion Players».
На відміну від попередника Sega Saturn, Dreamcast містила не купований окремо, а наявний у базовому комплекті модем, або Ethernet-адаптер; до числа програм входив браузер.
Консоль отримала успішний старт, всі 300 000 консолей замовлені за попереднє замовлення пішли відразу, а протягом двох наступних тижнів було продано 500 000 консолей, включаючи 225 132 продажів за 24 години після запуску, які стали рекордом. Але через вкрай швидкого продажу SEGA не встигала випускати такі партії та задовольняти наступні замовлення.
До запуску Dreamcast було зроблено кілька ігор, заснованих на популярних франчайзах, як і в ситуації з PlayStation. В основному, продажу консолі допомогли Soul Calibur, Sonic Adventure, Power Stone, і Hydro Thunder.

### Припинення виробництва
31 січня 2001 року Sega оголосила, що виробництво Dreamcast буде припинено у березні цього року, у той час як 50 ігор з 60 знаходяться в розробці все ж будуть випущені. Останньою випущеної в США грою була NHL 2K 2, яка вийшла в лютому 2002 року. Рішення щодо припинення виробництва консолей було прийнято, у зв'язку з важким фінансовим станом компанії. Конкурувати з Sony і її PlayStation 2 при відсутності фінансової бази й серйозних боргах було просто неможливо. Черговий раз, Sega стала на межу банкрутства через нераціональних дій фінансових фахівців компанії.
23 травня 2000 корпоративний президент Sega Сеітіро Ірімандзірі пішов зі своєї посади, це призвело майже до катастрофічних подій: акції компанії звалилися вниз на 41 %. А 26 числа того ж місяця був оприлюднений фінансовий звіт компанії за минулий рік. 398 млн доларів збитку. А зростання продажів Dreamcast знизився приблизно на 27 %.

### Повторний запуск ігрової приставки
16 лютого 2006 року SEGA випустила в продаж через Sega Direct of Japan нові екземпляри приставки. На ділі приставки були відновленими із залишків після завершення виробництва. Також разом з приставкою поставлялася 2D-шутер Radilgy. Також розробник G.rev випустив гру Under Defeat. Обидві гри були виключно для японського ринку. Після того як відновлені приставки закінчилися, Sega і раніше продає ігри для них.
20 травня 2006 року Sega of Japan запустила безкоштовні сервери Phantasy Star Online.
30 травня 2006 року вебсайт IGN офіційно перезапустив розділ IGN Dreamcast [Архівовано 16 грудня 2006 у Wayback Machine.] з метою заново відрецензувати 243 гри, випущені у США і дати «нові враження, кадри та відео» і порівняти їх з іграми для PlayStation 3, Xbox 360 і Wii.
У жовтні 2006 року було анонсовано про розробку гри Radium, яка також анонсувалася і для приставок Game Boy Advance, Nintendo GameCube, Xbox і PocketPC.
У грудні 2006 року порт з Neo-Geo, гри Last Hope, розробленої NG: DEV.TEAM і виданій redspotgames був випущений через Play-Asia. com і інші мережеві магазини.
22 лютого 2007 року порт 2D-шутераTrigger Heart Exelicaз Naomi, розроблений Warashi, був випущений в Японії.
8 березня 2007 року на Dreamcast була випущена гра Karous. Ця гра є останньою офіційною грою на Dreamcast, вона була випущена тільки в Японії.

## Технічні специфікації
- CPU: SH-4 RISC CPU з 128-бітними функціями для обробки графіки (робоча частота: 206 МГц 360 MIPS / 1, 4 GFLOPS)
- Графічний процесор: PowerVR2 CLX2 (Series II) на частоті 100 МГц (рендеринг до 3,5 млн багатокутників в секунду). 24-бітний TrueColor-колір (16 770 000 відтінків).
- Пам'ять: основна — 16 Мбайт Hyundai HY57V161610D[8], відео — 8 Мбайт, звук — 2 Мбайт
- Звуковий процесор: Yamaha AICA Sound Processor: 32-бітний 22,5 МГц ARM7 RISC CPU; 47 МГц, 64-канальний PCM / ADPCM семплер (стиснення 4:1), підтримка XG MIDI support, 128 step DSP, 3D
- Yamaha GD-ROM Drive: максимальна швидкість — 12 × (при роботі в режимі CAV). Ємність диска — близько 1,2 гігабайт.

(Приводи GD-ROM, виробництва Yamaha, встановлювалися тільки в NTSC версії консолі, в PAL-версії встановлювалися GD-ROM виробництва Samsung.)
- Введення: Serial Port.
- Розміри: 189 × 195 × 76 мм
- Вага: 1,9 кг
- Колір: Білий (проте були доступні версії з іншим дизайном, наприклад, обмежена версія приставки чорного кольору, з логотипом Sega Sports, випущена в США)
- Модем: витягуваний; швидкість модемів для європейських і ранніх японських моделей — 33,6 кбіт/с; всі американські моделі та японські моделі, випущені після 9 вересня 1999 року, мали модем зі швидкістю 56 кбіт/с. У Бразилії приставка випущена без вбудованого модема, проте він був доступний окремого продажу.
- Мережевий адаптер: ці адаптери доступні окремо і замінюють стандартний витягуваний модем:

* HIT-400: «Broadband Adapter», найпоширеніша модель, використовує чип Realtek RTL8139D (L) і підтримує 10BASE-T і 100BASE-TX. Випущений в США, японські моделі називаються HIT-401.
* HIT-300: Lan Adapter, ця версія використовує чип Fujitsu MB86967 і підтримує тільки 10BASE-T. Дана версія не була сумісна з іграми й підтримувала лише японський браузер DreamPassport, який поставлявся в комплекті.
- Зберігання даних: 128 Кбайт Visual Memory.

## Технологія

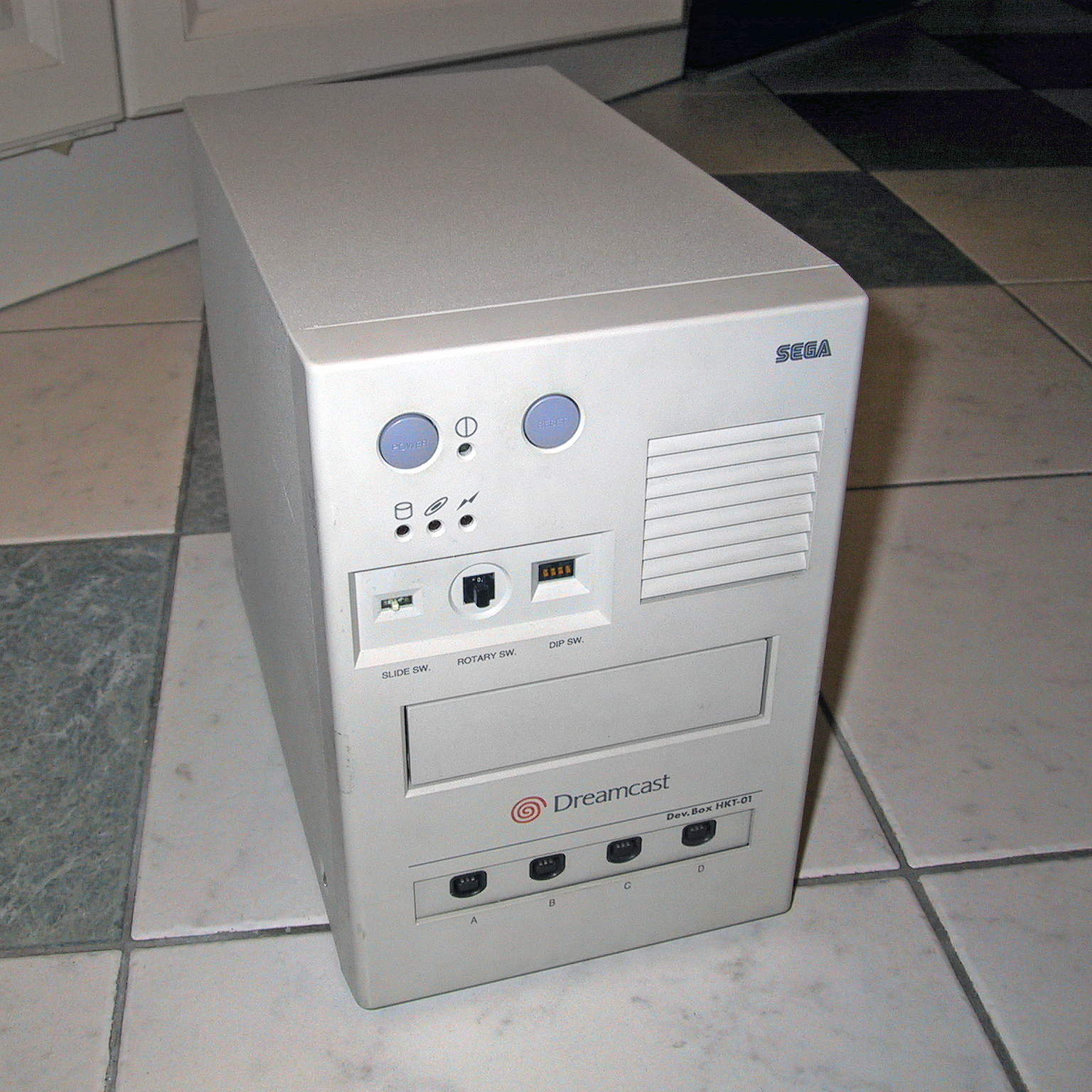
Вид комплекту для розробки ігор Set5 спереду

### Windows CE
Microsoft скооперувалися з SEGA в надії просунути операційну систему Windows CE для відеоігор. Під Windows CE була можливість легкого портування ігор з ПК, крім того з нею поставлялася спеціальна версія DirectX 6. Однак у порівнянні з рідною операційною системою Dreamcast у Windows CE були обмежені можливості. Ігри, розроблені під Windows CE (наприклад Sega Rally 2) працювали повільніше. Єдиними додатками до Windows CE, відомі користувачам, були дозвонщик і веббраузер. Windows CE не була частиною системи. Крім того, кожна гра, яка працювала на Windows CE, мала свою версію, яка завантажувалася перед початком самої гри.

### Відеовихід
Консоль здатна видавати чистий 640×480 VGA (480p60 EDTV), який відокремив її від інших консолей того часу. Система, поєднана з VGA-адаптером мала можливість виводити відео високої роздільної здатності без інтерлейсінг а.
Ця можливість все ж уникалася публікою попри можливість виведення відео поліпшеної якості при використанні монітора або HDTV комплекту. Це відбувалося через брак знання про це, крім того, HDTV-'словник' ще не поширився в публіці. Також кілька відомих ігор не були сумісні з цим режимом, включаючи певні ігри Capcom і 2D-шутери.
Інші відомі відео ефекти, типу Сел-шейдингау і бамп-маппінгу були вперше помічені на консолі. Приміром, першою повністю Сел-шейдинговою грою була Jet Set Radio (Jet Grind Radio в США), випущена у 2000 році на Dreamcast. Всі ці ефекти оброблялися чипсетом PowerVR2.

### GD-ROM

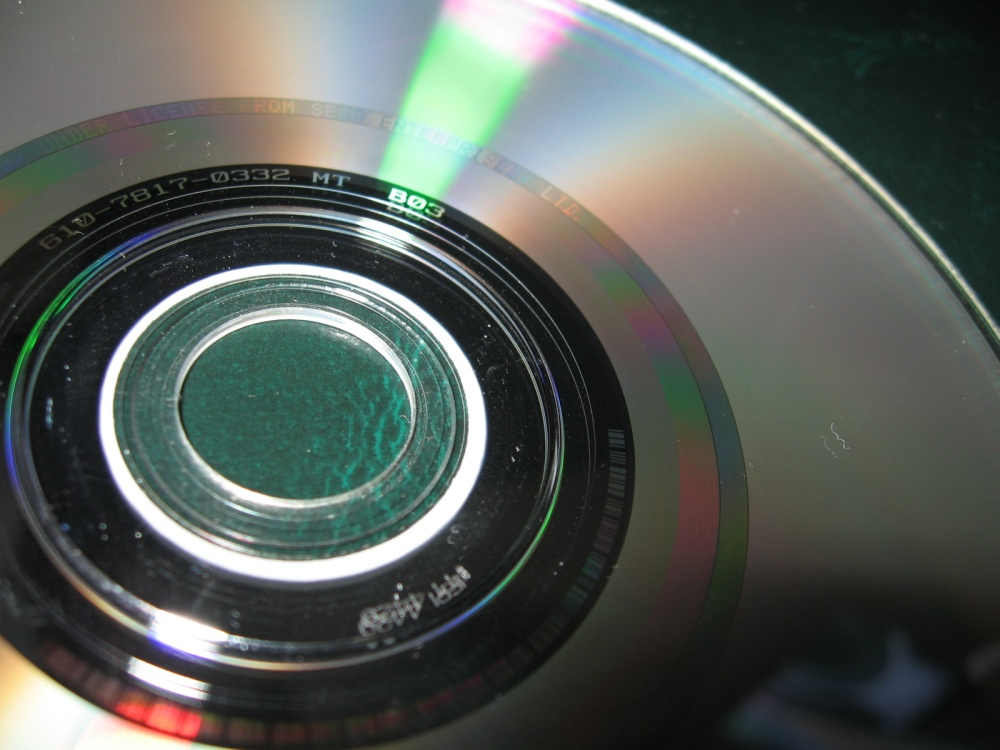
GD-ROM

Основний носій даних для Dreamcast — оптичний диск місткістю 1,2 Гб, відомий як GD-ROM. Розроблено компанією Yamaha.
SEGA вибрала пропрієтарний формат GD-ROM оскільки він був набагато більшого обсягу при використанні тієї ж недорогої технології виробництва компакт-дисків. Всі консолі також могли відтворювати аудіодиски, однак GD-ROM приводи, вироблені після 2001 року, могли читати CD-R лише при перепрошиванні BIOS або установці мод-чипу.

## Емуляція
29 травня 2004 група розробників представили публіці перший робочий емулятор Dreamcast Chankast alpha v0.1. 7 липня вийшла остання версія — 0.25 Alpha. З тих пір розробка зупинилася, останнє оновлення сайту було в січні 2006 року.
25 листопада 2006 вийшов у світ емулятор DEmul, крім власне самої Sega Dreamcast, здатний до запуску аркад на залізі Sega Dreamcast, зокрема: Naomi1, Naomi2, Sammy Atomiswave.
1 квітня 2007 вийшла перша публічна бета-версія 1.0.0 емулятора під назвою nullDC, заснованому на вихідних кодах Chankast. Остання версія (1.0.4 r136) даного емулятора вийшла в серпні 2011 року, після того як автор проєкту вирішив випустити свіжу версію емулятора разом з відкриттям його вихідного коду і закрити остаточно вже давно мертвий проєкт.
16 вересня 2007 відбувся реліз версії T8 емулятора Makaron від польського програміста Deunan Knute. Поточна версія Т12. Цей емулятор має ряд особливостей, за складно доступним інтерфейсом ховається можливість емулювання WinCE ігор.
Також існували проєкти емуляції інших приставок на самій Dreamcast — наприклад, Bleemcast! Дозволяв грати в ігри з PlayStation на Dreamcast. Правда, випущено було всього три повноцінні версії емулятора — для ігор Metal Gear Solid, Tekken 3 та Gran Turismo 2 (для кожної гри була потрібна своя окрема версія, надалі планувалося чотири диски, і в кожному свій набір підтримуваних ігор). Була випущена публічна бета-версія, в якій не працювали відеоролики та збереження, а також була велика кількість помилок. Через претензії компанії Sony (приставка працювала з іграми від PlayStation краще ніж оригінальна консоль і краще ніж PS2) розробка була припинена. Захист на дисках з випущеними примірниками Bleemcast! був настільки потужним, що його в той час так і не змогли зламати. Лише на початку 2010 року з'явилися новини про те що захист зламаний і тепер можна грати у вищевказані три гри, не шукаючи на інтернет-аукціонах дуже рідкісні оригінальні диски з Bleemcast!.

## Аксесуари

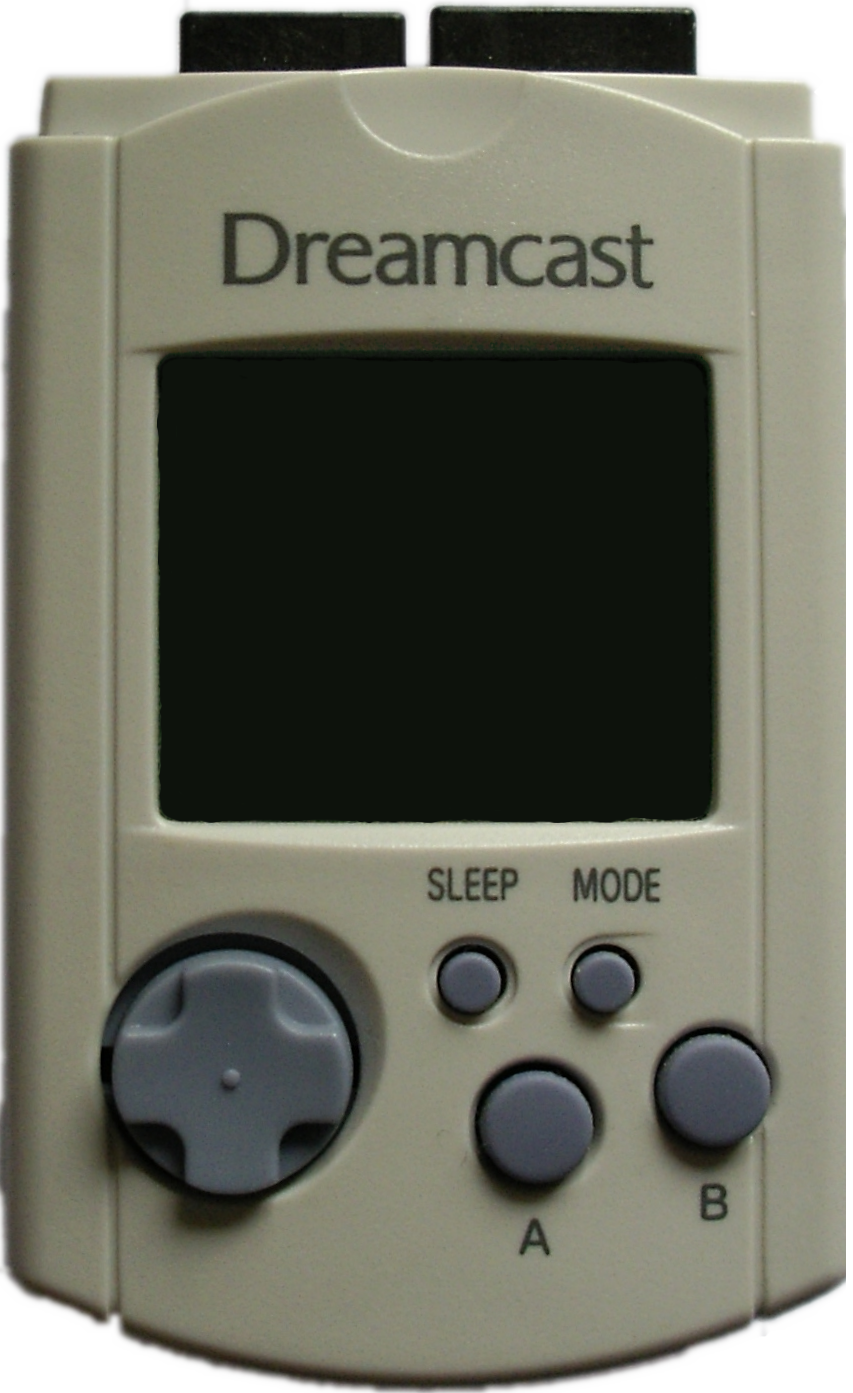
Visual Memory Unit

Visual Memory Unit — карта пам'яті Dreamcast, має монохромний РК-дисплей і 8 кнопок управління.
На VMU (у США продавалася під назвою VMS, в Японії — VM) можна було грати в різні мініігри як, наприклад Chao Adventure, яку можна було отримати з грою Sonic Adventure, Power Stone, Godzilla, Skies of Arcadia.
Також можна придбати інший варіант карти пам'яті без додаткових можливостей VMU. В основному вони випускалися сторонніми компаніями, такими як Nexus або Topway. Також Sega випустила варіант карти пам'яті (модель HKT-4100) з ємністю в чотири рази більшою, ніж у звичайного VMU. Така картка не мала дисплея і кнопок, але мала більший обсяг завдяки можливості перемикатися між чотирма блоками у 200 чарунками кожен. Фірмові картки від Nexus має інтегрований RS232-порт, для зв'язку з комп'ютером і копіювання файлів збережень через спеціальний кабель.
Контролер — має аналоговий стік, хрестовину управління, кнопку старту, чотири ігрові кнопки та два аналогових курки на торці. Контролер був досить великим і частина гравців скаржилася, що їм важко його тримати. Проте, досі така конструкція вважається однією з найергономічніших.
Також більшість ігор підтримувало вібромодуль «Jump Pack», який продавався окремо і підключався до контролера. У Японії Jump Pack називався «Puru Puru Pack», у Європі — «Vibration Pack».
VGA-адаптер — унікальним у той час був VGA-адаптер, який дозволяв консолі виводити графіку на монітор або HDTV-телевізор, що давало набагато кращу якість, ніж на звичайному телевізорі. Не всі ігри працювали з адаптером (але є можливість конвертувати ігри, щоб вони підтримували VGA, оскільки підтримка апаратного забезпечення та регіональна безпека включається і вимикається в завантажувача ігри, ніяких змін в самій грі не здійснюється).
Миша і клавіатура — консоль підтримувала миша і клавіатуру, які використовувалися при наявності браузера, а також підтримувався деякими іграми, такими як The Typing of the Dead, Quake III Arena, Phantasy Star Online і Railroad Tycoon. Також частина ігор, такі, як REZ, мали недокументовану підтримку миші. Клавіатури були фірмові, а також існували перехідники для підключення стандартних комп'ютерних клавіатур.
Вудка — вудка з гіроскопом була випущена для декількох рибальських ігор. Могла використовуватися і в деяких інших іграх.
Мікрофон — підключався до геймпада. Поставлявся з іграми SEAMAN (де головним героєм треба було керувати за допомогою власного голосу), Alien Front Online, Kiteretsu Boys Gan Gagan (Японія), Heisei Mahjong Sou (Японія) і Planetweb браузером як індивідуальний Sega device HKT-7200.
Світловий пістолет — поставлявся з іграми TIME CRISIS і The House of the Dead 2. Американські версії ігор не працювали зі світловими пістолетами. Випущений в Європі і Японії.
Танцювальна платформа — контролер, призначений для гри в серію танцювальних ігор Dance Dance Revolution.
Аркадний контролер — був випущений аркадний контролер з шістьма кнопками, в тому ж вигляді, як контролери ігрових автоматів. Попри те, що він не міг бути використаний в деяких іграх через відсутність аналогового джойстика, він добре продавався для використання у 2D-шутерах. Також, існують перехідники для підключення адаптера до інших платформ.
Аркадний контролер Twin Sticks — контролер, випущений спеціально для гри Cyber Troopers Virtual-On: Oratorio Tangram. Контролер у формі штурвала, має дві рукоятки.
Dreameye — відеокамера, яка повинна була виконувати приблизно ті ж функції, що і PlayStation Eye Toy. Вихід відбувся лише в Японії.
Контролер для Samba de Amigo — SEGA випустила спеціальний контролер у вигляді маракас для гри Samba de Amigo.
Контролер для Densha de GO! — Офіційний контролер, призначений для гри в Densha de GO! 2 Kōsoku-hen 3000, у вигляді повної моделі пульта управління електропоїздом.
Контролер для Pop'n Music — Konami випустила спеціальний контролер у вигляді музичної дошки для гри в Pop'n Music.
Dream Karaoke — караоке для Dreamcast. Випущено тільки в Японії. Мало в собі вбудований модем і мікрофон. Однак не могло зберігати завантажені пісні, тому доводилося завантажувати їх спочатку. Сервера для караоке були відключено 30 квітня 2006 року.
Dreamcast Midi Cable — спеціальний інтерфейс для приєднання MIDI-аксесуара (MIDI-клавіатура, драм-машина) до Dreamcast serial port. Єдина гра / програма, яка здатна це використовувати — японський «O-TO-I-RE Music Sequencer», який використовується для створення треків і збереження на VMU, або ви можете пропустити звук через VGA-адаптер до записувального пристрою.
Кабель для з'єднання Dreamcast і NeoGeo Pocket Color — кабель для з'єднання NGPC і Dreamcast. Його підтримувало лише кілька ігор.
Кермо для Dreamcast — офіційне ігрове кермо для Sega Dreamcast. Сумісне з більшістю (але не всіма) автогонковими іграми, які вийшли на Dreamcast.
Dreamcast VS Link Cable — офіційний кабель для з'єднання двох приставок Dreamcast через Serial Port. Використовується для підключення приставок і PvP гри. Для використання потрібні:
- 2 приставки
- 2 контролери (будь-яких)
- 2 копії гри, що підтримує можливість PvP (всього 4 найменування і всього 2 з них англомовні)
- 2 телевізори / монітора
- VS Link Cable

### Скасовані аксесуари
Sega планувала випустити для своєї приставки та інші аксесуари. VMU/MP3 player, ISDN terminal adapter, ZIP-дисковод, Dreamcast DVD player (Sega продемонструвала модифікований Dreamcast з вбудованим DVD-ROM приводом 13 травня 2000 року). Жоден з них офіційно не був випущений.
Також у співпраці з PACE Techologies планувалося випустити так званий «Set-top box» або цифровий відеомагнітофон, з вбудованим Dreamcast. З носіїв даних був присутній тільки жорсткий диск, так що ігри необхідно було закачувати з інтернету і зберігати на вінчестері. Був показаний робочий прототип, оснащений 40-гігабайтним жорстким диском, пультом дистанційного керування і чотирма портами для геймпадів Dreamcast. Геймпадом можна було управляти не тільки консоллю, але і самим відеомагнітофоном. Були продемонстровані спеціальні версії Sonic Adventure і F355 Challenge. Але у зв'язку із закриттям провадження консолей, даний проєкт був скасований.
Таким чином, Sega передбачила сьогоднішній напрямок з переходу на завантажувані ігри для консолей ще 10 років тому.

## Цікаві факти
- У грі Sonic Unleashed Доктор Роботнік (Еґґмен) у своєму Еґґмобілі зберігає консоль Sega Dreamcast і дві гри — Eggman Adventure («Еґґманівська версія» Sonic Adventure) і NiGHTS into Dreams.